# Jan Král
Jan Král (* 5. April 1999 in Česká Lípa) ist ein tschechischer Fußballspieler. Der Abwehrspieler steht beim belgischen Erstdivisionär KAS Eupen unter Vertrag.

## Karriere

### Vereine
Er begann mit dem Fußballspielen beim FK Mladá Boleslav. Um Spielpraxis zu sammeln, erfolgte im Sommer 2017 ein leihweiser Wechsel in die 2. tschechische Liga zum FK Varnsdorf. Dort kam er auch zu seinem ersten Einsatz im Profibereich, als er am 30. Juli 2017, dem 1. Spieltag, bei der 0:1-Heimniederlage gegen Fotbal Třinec in der Startformation stand. Bereits in der Winterpause dieser Saison wechselte er zurück zu seinem Stammverein.
Im Januar 2019 wechselte er leihweise in die 2. Fußball-Bundesliga zum FC Erzgebirge Aue. Nach nur vier Spielen für seinen neuen Verein kehrte er im Sommer zu seinem Stammverein zurück.
Nachdem er nach seiner Rückkehr nur in der zweiten Mannschaft in der 3. tschechischen Liga eingesetzt wurde, wechselte er im Januar 2020 zum Zweitligisten FC Hradec Králové. Ende Juni 2022 wechselte er zum belgischen Erstdivisionär KAS Eupen, wo er einen Vertrag bis Sommer 2025 unterschrieb.

### Nationalmannschaft
Král durchlief seit 2015 sämtliche tschechische Nachwuchsmannschaften und schoss dabei in 47 Spielen 3 Tore.